# 伊斯達爾塞加嶺
71°45′S 12°33′E / 71.750°S 12.550°E
伊斯達爾塞加嶺（英語：Isdalsegga Ridge）是南極洲的山嶺，位於東部南極洲的毛德皇后地，屬於沃爾塔特山脈中南彼得曼山脈的一部分，由德國探險隊發現。